# Schutzhaft

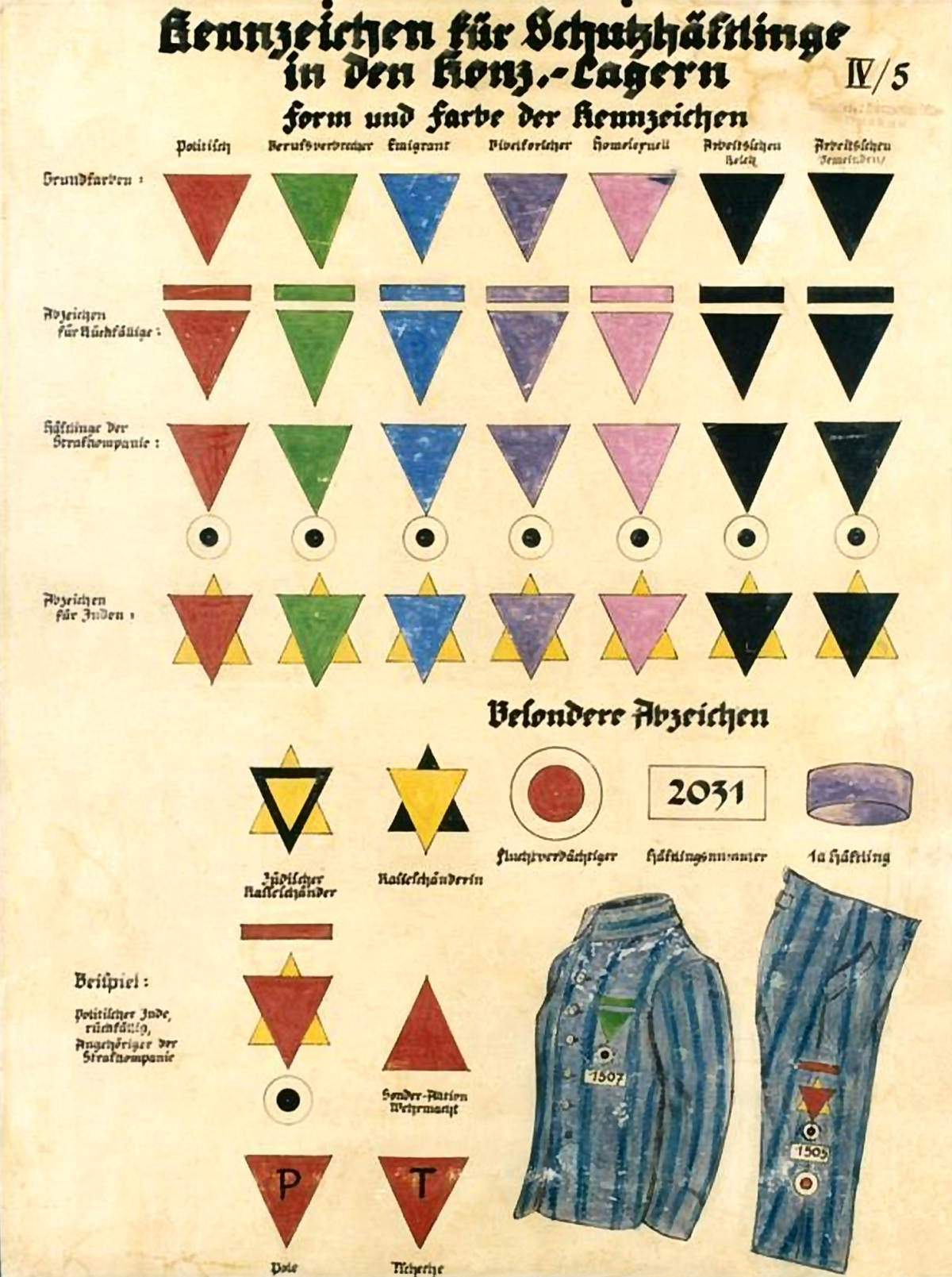
Kentekens die de schutzhäftlinge moesten dragen, zie Merktekens in Duitse concentratiekampen

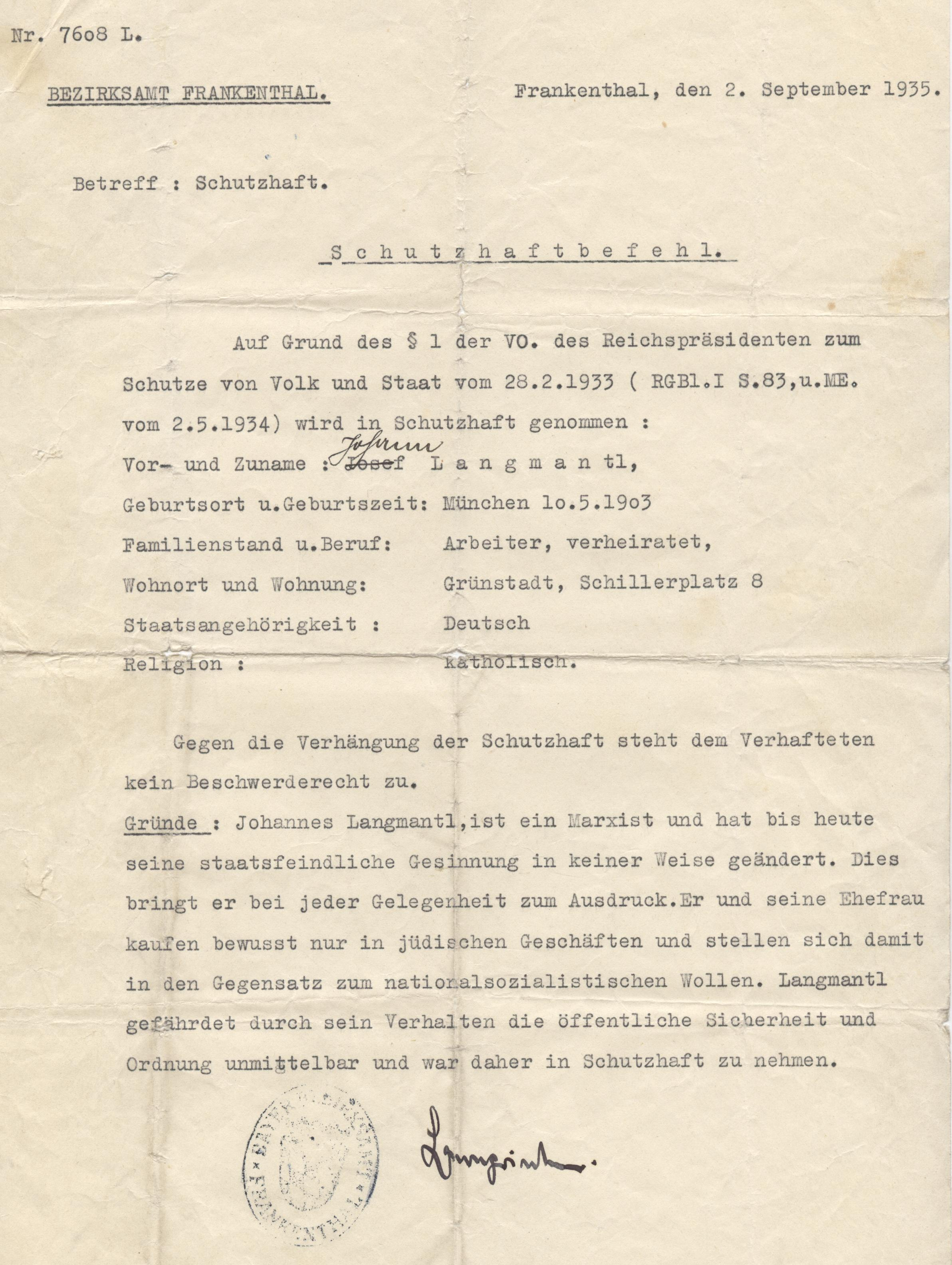
Een document met betrekking tot de schutzhaft van Hans Langmantl

Schutzhaft was in nazi-Duitsland de eufemistische term voor het, zonder gerechtelijke uitspraak, arresteren en in bewaring stellen van personen die de regering onwelgevallig waren. De arrestaties gebeurden door medewerkers van de SA, de SS en later ook de Gestapo. Personen die in schutzhaft waren genomen werden schutzhäftlinge genoemd. De schutzhäftlinge verbleven niet in reguliere gevangenissen, maar in concentratiekampen waar de SS of SA de enige autoriteit was. De schutzhaft kon niet bij een rechtbank aangevochten worden. Er was ook geen bescherming door een rechtbank tegen de mishandeling tijdens deze zogenaamde preventieve hechtenis. 
In de beginperiode van het Derde Rijk werden vooral personen met linkse sympathieën vastgezet, later werden ook homoseksuelen, Jehova's getuigen, joden, Roma, Sinti en asocialen opgepakt.